# Xavier Iglesias Reig
Xavier Iglesias Reig (Barcelona, 1965) és mestre d'armes, tirador, àrbitre, directiu i docent.
Fou tirador del club Joventut Sants, del Club d'Esgrima Barcelona, del Centro Cultural de los Ejercitos y de la Armada, de la Sala d'Armes Montjuic i del Club Esportiu INEF Barcelona, en què destaca en totes les categories en la modalitat d'espasa.Ha obtingut vint-i-cinc medalles en Campionats d'Espanya i ha estat internacional amb la selecció espanyola en trenta-tres ocasions. L'1 d'octubre de 1994 també va obtenir el rècord del món de resistència d'esgrima amb l'equip del club Sala d'Armes Montjuïc, que va entrar al llibre Guinness dels rècords el 1996. Mestre d'armes dels clubs Sala d'Armes Montjuïc i del Club Esportiu INEF, ha entrenat els campions Daniel Lamata, Blanca Anguera i Carles Amiguet, entre d'altres. Va ser responsable de la selecció espanyola d'esgrima júnior d'espasa femenina en les competicions oficials de la Copa del Món de Dijon (França) i Tauberbishchofheim (Alemanya) els anys 1994 i 1995. És àrbitre internacional (categoria B) d'espasa, floret i sabre, i d'esgrima en cadira de rodes. Doctor en Filosofia i Ciències de l'Educació per la Universitat de Barcelona (1998), fou l'introductor de l'esgrima a l'Institut Nacional d'Educació Física de Catalunya el 2000, on exerceix de professor en l'àmbit directiu. Presidí la Federació Catalana d'Esgrima (2006-11) Durant el seu mandat van tenir lloc alguns dels èxits esportius internacionals més destacats d'esportistes entrenats a Catalunya, com el Campionat del Món i d'Europa cadet de Pau Rosselló el 2007 o la medalla de bronze al Campionat del Món júnior dels ampostins Pau Rosselló i Mònica Cid el 2008. L'any 2008 va impulsar la celebració del “Primer Congrés de Ciència i Tecnologia de l'Esgrima. Com a integrant del COOB'92 va ser director adjunt d'organització de la competició de taekwondo dels Jocs Olímpics de Barcelona del 1992 i de l'organització de la prova d'esgrima en cadira de rodes en els Jocs Paralímpics. Formà part de l'equip organitzador del Trofeu Internacional Generalitat de Catalunya i d'un gran nombre d'edicions del Trofeu Internacional Ciutat de Barcelona i fou el principal impulsor de l'organització del 1r Congrés Internacional de Ciència i Tecnologia de l'Esgrima. També fou analista tècnic de les retransmissions d'esgrima de Televisió de Catalunya durant més d'una dècada. El 2005 rebé la medalla al mèrit esportiu de la Universitat de Barcelona i el 2012 i la insígnia d'argent de la Federació Catalana d'Esgrima.